# Frühstückskartell
Das Frühstückskartell ist im Kartellrecht ein Gentlemen’s Agreement, bei dem Kartellabsprachen in geheimen Besprechungen mündlich getroffen werden.

## Allgemeines
Es handelt sich um eine mündliche oder stillschweigende Verhaltensabstimmung zwischen selbständigen Unternehmen zur (spürbaren) Wettbewerbsbeschränkung. Wirtschaftskartelle allgemein können auf einem schriftlichen Vertrag beruhen oder auf mündlichen Absprachen, die unter Beteiligten ohne schriftliche Vereinbarung „beim Frühstück“ getroffen werden. Es gibt keinerlei schriftliche Nachweise wie Aktenvermerke, Protokolle oder Schriftwechsel zu den getroffenen Absprachen.

## Etymologie
Die am  1. April 1899 gegründete „Vereinigung Deutscher Elektrizitätsfirmen“ hatte sich zum Ziel gesetzt, die „Herbeiführung und Aufrechterhaltung angemessener Preise für ihre Erzeugnisse“ durchzusetzen. Hierzu traf man sich regelmäßig in Berlin zum Mittagessen (anglisierend „Frühstück“ genannt) mit der Folge, dass die Strompreise vereinheitlicht wurden und dadurch der Wettbewerb beeinträchtigt war.

## Rechtsfragen
Kartellrechtlich unterliegt auch das Frühstückskartell dem Kartellverbot des § 1 GWB und Art. 101 Abs. 1 AEUV, wenn ein wechselseitiger mündlicher Informationsaustausch über künftiges Marktverhalten mit „Koordinationserwartung“ vorliegt.
Im Falle der Teerfarben trafen sich die bedeutendsten europäischen Farbstoffhersteller seit Jahren in unregelmäßigen Abständen mit wechselnder Beteiligung zu einem allgemeinen Austausch von Erfahrungen und Informationen. Im Oktober 1967 kam es zu informellen Preisabsprachen, die im selben Monat von den Beteiligten einheitlich umgesetzt wurden. Zehn europäische Hersteller erhöhten gleichzeitig ihre Preise um 8 %. Im zitierten Urteil brachte der BGH zum Ausdruck, dass es zum Wesen des Vertrags nach § 1 GWB a. F. gehöre, dass durch gegenseitige, einander entsprechende Willenserklärungen der Beteiligten eine Einigung zustande kommt. Eine Einigung durch Angebot und Annahme lag im zu entscheidenden Fall nicht vor. Heute werden neben Vereinbarungen und Beschlüssen auch „aufeinander abgestimmte Verhaltensweisen“ von der Generalklausel des § 1 GWB erfasst. Dadurch sind auch „Geheimkartelle“, also informelle Besprechungen ohne Protokollierung, von der Vorschrift betroffen.

## Sonstiges
Umgangssprachlich spricht man auch von Frühstückskartellen, wenn Ehe- oder Lebenspartner gleichzeitig hohe Positionen in einer politischen Partei einnehmen, z. B. Landes-Geschäftsführer und Landtagsabgeordnete.